# Glénat

Glénat (Глена́) — французское издательство, специализирующееся на выпуске комиксов и манги. Второе по величине издательство Франции.

## История
Издательство было создано в 1972 году Жаком Глена (фр. Jacques Glénat). Глена основал эту компанию в возрасте двадцати лет, и уже два года спустя получил премию за лучшее издательство на фестивале комиксов Festival International de la Bande Dessinée d'Angoulême.
С 1980 года Glénat также публикует книги по скалолазанию и морским путешествиям. Издательство приобрело компанию Vents d'Ouest, и с 1991 года занимается переводом и публикацией манги, став первым издателем манги в Европе. Наибольшим успехом пользуется серия комиксов Titeuf (продано 16 млн копий) и манга «Жемчуг дракона» (17 млн копий). По данным на 2009 год, 50 % прибыли компания получает от комиксов, 20 % — от манги, 15 % — от издания книг, а остальные 15 % — от продаж других товаров. Подразделения Glénat действуют в Испании (Glénat Espagne), Швейцарии (Glénat Suisse) и на территории Бенилюкса (Glénat Benelux).